# 永友一美
永友 一美（ながとも いちみ、1937年11月10日 - 2008年7月15日）は、日本の政治家。自由民主党所属の元宮崎県議会議員（4期）。

## 来歴
宮崎県児湯郡川南町出身。宮崎県立高鍋農業高等学校卒業。農業を経て1991年4月に宮崎県議会議員に初当選し、以後4期連続当選を果たす。2003年4月には県議会副議長に就任。
2006年4月には宮崎県議会自由民主党会長に就任。2007年1月に東国原英夫宮崎県知事に就任して以降は、「改革派知事」と「保守王国のドン」との対決として注目された。2月の県議会では知事に最初に代表質問をした政治家となった。知事からは「いちみ（一味）という名前だけあってスパイスの聞いた質問」と挑発された。
2007年4月の宮崎県議会議員選挙で次点で落選。政界を引退するかどうかの動向は明らかにしていないが、6月までに「ひがし本」を出版することを公言していた。
2008年に食道がんのため死去。